# Обпјер Озуе ле Репо
Обпјер Озуе ле Репо (фр. Aubepierre-Ozouer-le-Repos) је насељено место у Француској у региону Париски регион, у департману Сена и Марна.
По подацима из 2011. године у општини је живело 895 становника, а густина насељености је износила 33,36 становника/km².

## Демографија
| 1962. | 1968. | 1975. | 1982. | 1990. | 2011. |
| ----- | ----- | ----- | ----- | ----- | ----- |
| 568   | 666   | 587   | 677   | 768   | 895   |